# Sybra biapicata
Sybra biapicata là một loài bọ cánh cứng trong họ Cerambycidae.